# Winklespruit
Winklespruit est une petite station balnéaire au nord de l'embouchure de la rivière Illovo dans le KwaZulu-Natal, en Afrique du Sud. 

## Géographie
Winklespruit fait partie de la municipalité métropolitaine d'eThekwini. 

## Histoire
Le 10 mai 1875, la goélette Tonga qui transportait de la marchandise pour Durban a fait naufrage à cet endroit. Les marins, ne voulant pas que la cargaison soit perdue, ont installé un magasin sur la rive de la rivière, et ils ont vendu les marchandises endommagées par l’eau. En afrikaans un magasin se dit winkel, d'où le nom de la ville.